# Hôn nhân cùng giới ở Yucatán
Hôn nhân cùng giới ở Yucatán được hợp pháp từ 4 tháng 3, 2022. Vào 25 tháng 8 năm 2021, nghị viện Yucatán gỡ bỏ việc cấm từ hiến pháp về vấn đề kết hôn của các cặp cùng giới. Luật mới đã bước vào thi hành từ 7 tháng 9 năm 2021. Nghị viện có 180 ngày (đến 6 tháng 3 năm 2022) để thay đổi luật của bang để bao gồm hôn nhân cùng giới.

## Lịch sử pháp lí
Nghị viện bầu 20–5 để thông qua luật hôn nhân cùng giới vào 25 tháng 8 năm 2021, đạt đủ đa số hai phần ba để sửa đổi hiến pháp.
| Đảng chính trị                     | Thành viên | Có | Không | Trắng |
| ---------------------------------- | ---------- | -- | ----- | ----- |
| Institutional Revolutionary Party  | 10         | 8  | 2     |       |
| National Action Party              | 6          | 3  | 3     |       |
| National Regeneration Movement     | 4          | 4  |       |       |
| Citizens' Movement                 | 2          | 2  |       |       |
| Party of the Democratic Revolution | 1          | 1  |       |       |
| Ecologist Green Party of Mexico    | 1          | 1  |       |       |
| New Alliance Party                 | 1          | 1  |       |       |
| Tổng                               | 25         | 20 | 5     | 0     |